# Stephen Pate
Stephen Pate (Melbourne, 25 de janeiro de 1964) é um desportista australiano que competiu no ciclismo na modalidade de pista, especialista nas provas de velocidade individual, keirin, tandem e madison.
Ganhou cinco medalhas no Campeonato Mundial de Ciclismo em Pista entre os anos 1988 e 1996.

## Medalheiro internacional
| Campeonato Mundial | Campeonato Mundial        | Campeonato Mundial | Campeonato Mundial        |
| Ano                | Lugar                     | Medalha            | Competição                |
| ------------------ | ------------------------- | ------------------ | ------------------------- |
| 1988               | Gante ( Bélgica)          | Medalha de ouro    | Velocidade individual (P) |
| 1990               | Maebashi ( Japão)         | Medalha de bronze  | Velocidade individual (P) |
| 1991               | Stuttgart ( Alemanha)     | DSC                | Velocidade individual (P) |
| 1992               | Valencia ( Espanha)       | Medalha de prata   | Keirin (P)                |
| 1993               | Hamar ( Noruega)          | Medalha de prata   | Tándem                    |
| 1996               | Manchester ( Reino Unido) | Medalha de prata   | Madison                   |

## Palmarés em pista
- 1988

 Campeão do Mundo de velocidade
- 1993

1.º nos Seis dias de Numea (com Tony Davis)
- 1995

 Campeão da Austrália de Madison (com Scott McGrory)
- 1997

 Campeão da Austrália de Madison (com Brett Aitken)
- 1998

 Campeão da Austrália de Madison (com Matthew Allan)
- 2000

 Campeão da Austrália de Madison (com Baden Cooke)

## Palmarés em estrada
- 1996

Vencedor de uma etapa no Sun Tour
- 1997

Vencedor de uma etapa no Sun Tour